# Ferencz Marcel
Ferencz Marcel (Miskolc, 1970. szeptember 13. –) Kossuth- és Ybl Miklós- és kétszeres Pro Architectura díjas építész, egyetemi tanár, a Magyar Művészeti Akadémia rendes tagja, építész vezető tervező. Ferencz István építész fia.

## Élete
1989-ben érettségizett a budapesti Árpád Gimnáziumban. 1993 és 1994 között Nashville-ben (Egyesült Államok) volt gyakornok az Earl Swensson Associates (ESa) tervezőirodánál. 1997-ben BME diploma díjjal fejezte be egyetemi tanulmányait.

## Munkássága
1999 és 2004 között a BME Rajzi- és Formaismereti Tanszéken volt tanársegéd. DLA-fokozatát 2007-ben a BME-n nyerte el Intuitivitás című, a rajzolásról írt doktori értekezése alapján. 
2012-ben habilitált építőművészet tudományágban a PTE PMMIK Breuer Marcell doktori iskolájában.
1993-tól a NAPUR Építésziroda tagja. Épületeivel számtalan hazai és nemzetközi kiállításon szerepelt. Első munkája az általa tervezett Hun fürdő széles körben ismert.
2005 és 2014 között a Debreceni Egyetem Műszaki Kar építészmérnöki tanszékén tanított, 2007 és 2010 között tanszékvezető volt. Karizmatikus személyisége, az oktatásszervezéssel kapcsolatos erőfeszítései szoros összefüggésben álltak azzal, hogy Debrecenben építész BSc, majd 2010-től MSc képzés indulhatott el. 2015 óta az  Óbudai Egyetem Ybl Miklós Építéstudományi Karának professzora.
Munkásságáért kétszer jutalmazták Pro Architectura-díjjal (2009, 2020), 2013-ban Ybl Miklós-díjat kapott. 2014-től a Magyar Művészeti Akadémia rendes tagja.
A 12. (Borderline Architecture) és 18. (Reziduum 2023) Nemzetközi Velencei Építészeti Kiállítás – a Velencei biennálé – Magyar Pavilonjában rendezett kiállítások vezető építésze. A Duna Aréna szerző építésze, a Nemzeti Atlétikai Központ vezető tervezője.
Az általa tervezett új Néprajzi Múzeum elnyerte az International Property Awards „Europian Best Public Building” és a „World’s Best Architecture” díjait. Jelenleg a Mathias Corvinus Collegium központi épületének tervein dolgozik irodájával.

## Kiemelt alkotásai
- Duna Aréna, Budapest (2014–2017)
- Néprajzi Múzeum, Budapest (2016–2022)
- Nemzeti Atlétikai Stadion, Budapest (2018–)
- Mathias Corvinus Collegium, Budapest (2021–)
- 12. Velencei Nemzetközi Építészeti Biennálé Magyar Pavilion Építészet – Borderline Architecture
- 18. Velencei Nemzetközi Építészeti Biennálé Magyar Pavilion Építészet – Reziduum 2023

## Szakmai díjai
- 2025 – Kossuth-díj[4]
- 2023 – Prima Primissima díj
- 2021 – Központi épület országos tervpályázat megosztott I. díj – Mathias Corvinus Collegium
- 2020 – Pro Architectura díj – DEM Energetikai Demonstrációs Kutató
- 2019 – Közönségdíj, II. Építészeti Nemzeti Szalon – Új Néprajzi Múzeum
- 2018 – IPA – World’s Best Architecture – Új Néprajzi Múzeum
- 2018 – IPA – World’s Best Public Building – Új Néprajzi Múzeum
- 2018 – IPA – Europian Best Public Building – Új Néprajzi Múzeum
- 2018 – Országos tervpályázat I. díj – Nemzeti Atlétikai Stadion
- 2017 – Tierney Clark díj – Duna Aréna
- 2017 – FINA Ezüstfokozatú emlékérem/ 17. FINA WCh. – Duna Aréna
- 2016 – Nemzetközi tervpályázat I. díj – Új Néprajzi Múzeum
- 2013 – Ybl Miklós-díj – „Életmű”
- 2011 – Hg.hu Design Award „Finalista” – „Borderline Architecture”
- 2011 – DE Év publikációja díj – „Borderline Architecture”
- 2009 – Pro Architectura díj – HUN Fürdő
- 1997 – Fantoni díj – Diploma Nemzeti Színház
- 1996 – Építés fejlődéséért díj – Honvéd Úszóház